# 島崎憲明
島崎 憲明（しまざき のりあき、1946年8月19日 - ）は、日本の実業家。長く住友商事に勤め、代表取締役副社長を経て特別顧問となっているのをはじめ、様々な企業や団体の役員を歴任している。

## 経歴
北海道網走支庁（後のオホーツク総合振興局）の、後の湧別町に生まれた。先祖は、旧・高岡藩から屯田兵として北海道に入植した一族であるという。
高校まで、地元で過ごした後、小樽商科大学商学部に進み、智明寮で寮生活を送りながらバスケットボールに打ち込み、さらに応援団長なども務めた。
1969年に小樽商科大学を卒業して、住友商事に入り、大阪で経理畑を経験した後、東京勤務を経て、ニューヨーク駐在員として8年間勤務した。1998年に取締役、2002年に代表取締役常務取締役、2004年に代表取締役専務執行役員となって、2005年には代表取締役副社長執行役員に昇格し、2009年7月に特別顧問に退くまでその任に当たった。
2011年に日本証券業協会公益理事・自主規制会議議長、財務会計基準機構理事、オートバックスセブン社外取締役となり、2013年以降にはIFRS財団アジア・オセアニア オフィスアドバイザー、日本公認会計士協会顧問、XBRL Japan 会長、UKCホールディングス社外取締役、野村ホールディングス社外取締役、野村證券取締役、SBIホールディングス経営諮問委員会委員などにも就任している。
また、日本経済団体連合会では企業会計部会長となっており、さらに関西大学客員教授、学校法人東京経済大学理事なども務めている。